# Carlos López Riesco
Carlos López Riesco (Ponferrada, León, 10 de junio de 1965) es un político español perteneciente al Partido Popular. Fue alcalde de la ciudad de Ponferrada entre 2002 y 2013.

## Biografía
Estudió en el Colegio Diocesano San Ignacio de Ponferrada desde tercero de primaria. Posteriormente se licenció en Derecho por la Universidad Complutense de Madrid y cursó un Máster en Asesoría Fiscal de Empresas por el Instituto de Empresa de Madrid.
Fue alcalde de Ponferrada desde 2002, cuando relevó en el cargo al dimitido Ismael Álvarez. En las municipales de 2007 revalidó la mayoría absoluta con 14 de los 25 concejales que posee el ayuntamiento. Fue diputado por la circunscripción electoral de León en la IX Legislatura.
En las Elecciones municipales del 22 de mayo de 2011 perdió la mayoría absoluta, aunque siguió gobernando en minoría con la oposición de Samuel Folgueral (PSOE) e Ismael Álvarez (IAP) hasta el 2013.
Concretamente, el viernes 8 de marzo de 2013, en una moción de censura pactada entre PSOE e IAP, Carlos López Riesco pierde la Alcaldía, que pasa a ocupar Samuel Folgueral Arias (PSOE). El domingo 10 de marzo de 2013 Folgueral anuncia que junto a sus 7 concejales abandona el PSOE.
El 5 de mayo de 2014, Carlos Roberto López Riesco presenta su dimisión como concejal del grupo popular, tras 20 años en el ayuntamiento.